# 七月二十
七月二十，农历七月第二十天。

## 逝世
- 同治八年，安德海。
- 北宋太宗雍熙三年，杨业。

## 节假日和习俗

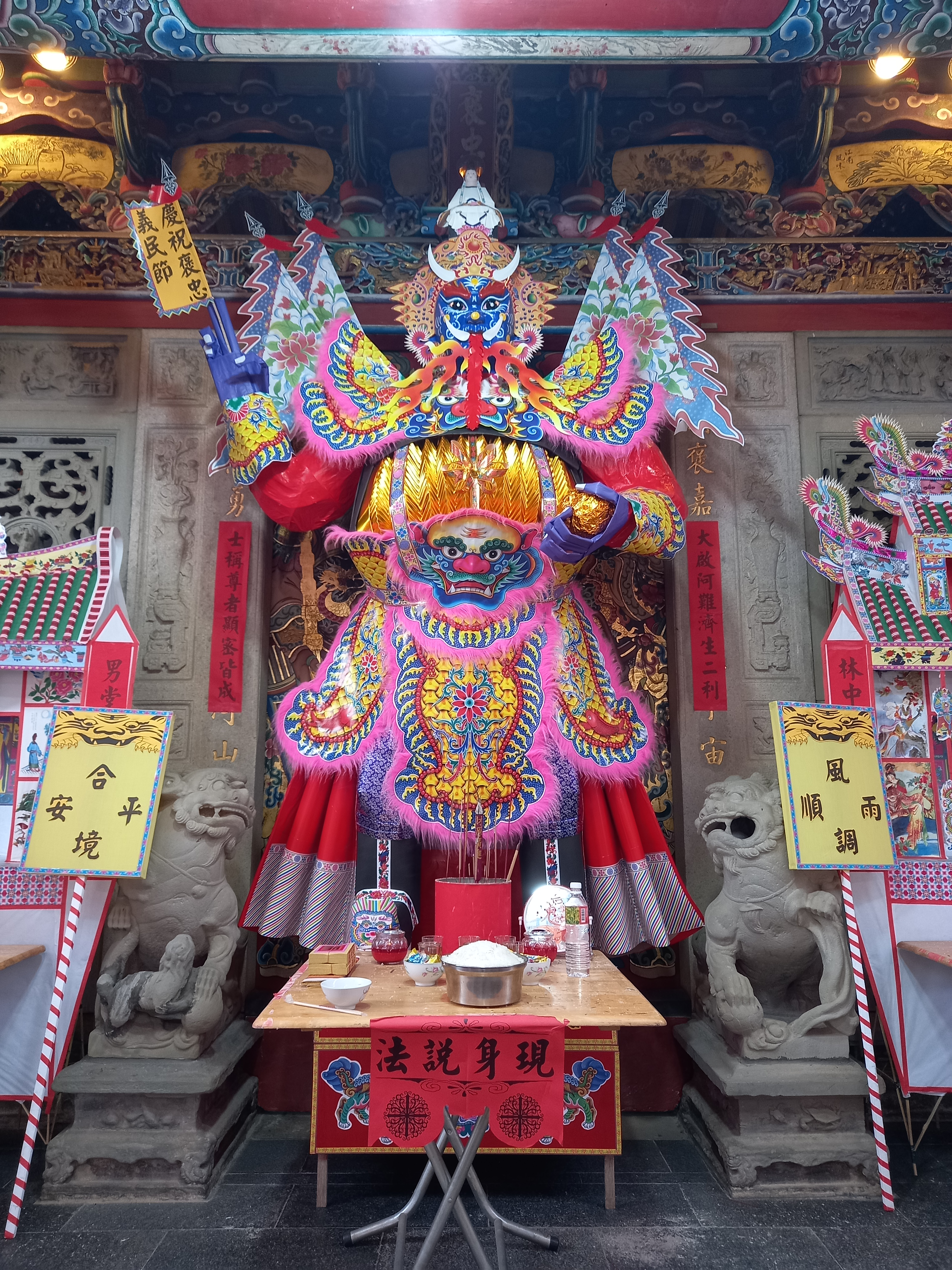
義民節祭典之面燃大士紙紮神像

- 中華民國義民節，農曆七月二十的中元祭典，是臺灣客家人奉祀之義民廟的重要節慶活動。由中華民國政府於民國44年間頒定，義民廟成為全國各宗教最早有節慶日的宗廟。

## 参看
- 日历
- 七月十八 - 七月十九 - 七月二十 - 七月廿一 - 七月廿二
- 六月二十 - 七月二十 - 八月二十
- 正月 - 二月 - 三月 - 四月 - 五月 - 六月 - 七月 - 八月 - 九月 - 十月 - 十一月 - 腊月
- 公历7月20日